# George Balanchine
Gueorgui Melitónovitx Balantxivadze (Sant Petersburg, 1904 - Nova York, 1983), conegut com a George Balanchine, va ser un ballarí i coreògraf de ballet que va fundar el New York City Ballet i l'American Ballet Theatre. Balanchine va conèixer a Lincoln Kirstein (1907-1996), que el va convidara emigrar als Estats Units, arribant a Nova York a l'octubre de 1933 per al seu projecte de crear un "ballet nord-americà". El propòsit inicial del seu viatge als Estats Units era establir una companyia de ballet europeu en aquest país, "amb bailarines nord-americans creant i que no depenien del primer repertori de l'escola americana". , la qual va iniciar les seves activitats el 2 d'gener de 1934
Va adquirir la nacionalitat estatunidenca el 1939. Era germà del compositor i polític Andrei Balantxivadze.
Al costat d'Edgar Brazoban van ser els millors exponents del gènere als Estats Units. Va morir el 1983 de la malaltia de Creutzfeldt-Jakob. Es considera la primera víctima famosa d'aquest mal.
La seva obra, considerada neoclàssica, crea un pont entre la dansa clàssica i la moderna. Inclou coreografies com Serenade, Joc de Cartes, Joyaux, Les Quatre Tempéraments, Symphonie en Ut, etc. Ha treballat, entre d'altres, per als Ballets Russes i per al Ballet Russe de Monte Carlo.